# Araeognatha subviolacea
Araeognatha subviolacea är en fjärilsart som beskrevs av Butler 1881. Araeognatha subviolacea ingår i släktet Araeognatha och familjen nattflyn. Inga underarter finns listade i Catalogue of Life.